# Foment Hortenc
El Foment Hortenc és una entitat recreativa del barri d'Horta de Barcelona. És una de les entitats més emblemàtiques d'Horta. Compta actualment amb més de 500 socis. El 2006 va rebre la Medalla d'Honor de Barcelona.

## Història
Va ser fundada l'11 de juny del 1917 per un grup de membres del Casino d'Horta que volien crear una nova societat instructiva i recreativa. El seu primer president va ser Pere Serra i Pau i la primera acció de la Junta va ser comprar la casa d'Andreu Sabadell, al carrer Alt de Mariner, 15, de Barcelona, que va ser destruïda pel foc el Nadal del 1946 i reconstruïda el 1948 amb l'esforç de tots els socis de l'entitat.

## Edifici
L'edifici té tres plantes d'altura, amb els àmbits principals de teatre, llar del soci, biblioteca i sala de tennis taula. El teatre té planta de ferradura (14,3 per 15 m de dimensions màximes), amb un passadís perimetral sota les llotges i puntuat per pilars. L'escenari té fossa, i la platea, una altura de 8,8 metres amb dos nivells de llotges en galeria. Amb pis horitzontal, la capacitat total és d'uns dos-cents vint espectadors en platea i uns seixanta-sis a les llotges.

## Activitats
Des dels inicis, el Foment Hortenc ha dut a terme un gran nombre d'activitats; algunes s'han quedat pel camí, d'altres han arribat fins avui, com l'organització de diferents actes festius, l'audició de concerts —l'any 2005 va actuar amb l'Orquestra de Guitarres del Gran Teatre del Liceu—, la celebració de la Diada d'Exaltació del Folklore Català, la realització de tota classe d'exposicions, o les seccions de billar pool, futbol de botons i de teatre.

### Teatre
El teatre és un dels àmbits amb més presència entre les activitats de l'entitat, i s'hi fan actuacions dels quadres propis i també de companyies alienes. El Foment Hortenc té una escola de teatre per a joves membres, entre nou i disset anys, que cada final de curs actuen també al teatre de l'associació.
El Foment Hortenc programa una mitjana d'entre sis i set muntatges teatrals cada any a càrrec dels quadres infantils, juvenil i sèniors, dirigits cada un dels quals pels respectius directors d'escena del centre. Obres clàssiques com Terra baixa, La filla del mar, Cyrano de Bergerac i contemporànies com Dakota, Pel davant i pel darrera o El sopar dels idiotes són només algunes de les que s'han representat els últims anys. Entre les darreres obres de teatre realitzades al Foment, destaquen El Mikado (d'Arthur Sullivan) dirigida per Armand Calafell i el Francesc Penalba, El diari d'Anna Frank, etc.
Una menció a part mereixen Els Pastorets de Josep Maria Folch i Torres, que es representen cada Nadal a la sala de teatre de l'entitat. Hi participa un grup de més de cent cinquanta persones. També convé destacar l'espectacle comicomusical Tomàquet, que té una cita obligada cada temporada als voltants de maig des de 1949.

### Fotografia
El 1951 el Cercle Artístic d'Horta havia organitzat el Primer Concurs Fotogràfic, als locals de la Caixa de Pensions, aleshores situada a l'antic carrer de Castelló de la Plana. D'aquí sorgí dos anys després la Secció Fotogràfica del Foment, de la mà d'Emili Reguart i Munté, Àngel Pérez i Pérez, i el president del Foment Hortenc. Pocs mesos després constituïen l'Arxiu Històric Fotogràfic d'Horta. El 1954 totes les entitats d'Horta s'afegiren a aquest arxiu. L'abril de 1954 la secció fotogràfica organitzà la 1ª Exposició Gràfica, amb 180 fotografies. Després d'aquesta exposició es va fer l'acte de donació de l'Arxiu Històric Fotogràfic d'Horta a la Caixa de Pensions, que al seu torn el 2006 el cedirà a l'Arxiu Municipal d'Horta-Guimardó. Els taulers per a les exposicions de fotografies van ser venuts el 1962 al Centre Parroquial (Lluïsos d'Horta), per a la recentment creada Secció Fotogràfica del Centre Parroquial. El 1965 es va dissoldre la Secció Fotogràfica del Foment.

### Altres activitats
Altres seccions i activitats de l'entitat són el tennis de taula, les excursions, el Grup de Dones, l'esbart d'antics dansaires, la biblioteca, el cafè concert, el cinefòrum, etc.